# العاصفة الاستوائية نالجا
العاصفة الاستوائية الشديدة نالجا (Severe Tropical Storm Nalgae)، المعروفة في الفلبين باسم "العاصفة الاستوائية الشديدة باينج" (Severe Tropical Storm Paeng)، هي إعصار استوائي مميت تسبب في أضرار واسعة النطاق في جميع أنحاء الفلبين وأثر لاحقًا على هونغ كونغ وماكاو. بدأت العاصفة الاستوائية، وهي الثانية والعشرون من موسم أعاصير المحيط الهادئ لعام 2022، من استثمار (invest) يقع شرق الفلبين في 26 أكتوبر. سُمي الاضطراب في البداية باسم 93W، وفي اليوم التالي أطلق عليه مركز تحذير الأعاصير المشترك (JTWC) "منخفض استوائي"، وأعيد تسميته بـ 26W. واعتبرت وكالة الأرصاد الجوية اليابانية (JMA) أن الاضطراب هو منخفض استوائي في اليوم السابق لـ JTWC ؛ كما اتبعت خدمة الأرصاد الجوية الفلبينية PAGASA خطى JMA وأعطته اسم Paeng. في نفس اليوم، جرى ترقيته مرة أخرى بواسطة JMA إلى حالة العاصفة الاستوائية، وأُعطي الاسم Nalgae.

## تاريخ الأرصاد الجوية
أفاد مركز التحذير من الأعاصير المشتركة (JTWC) في 26 أكتوبر 2022 في نشرة TCFA أن منطقة الضغط المنخفض بالقرب من الفلبين قادرة على التطور بسبب المياه الدافئة وريح القص المنخفض. وصنفتها الوكالة على أنها Invest 93W. لكن وكالة الأرصاد الجوية اليابانية (JMA) وإدارة الخدمات الجوية والجيوفيزيائية والفلكية الفلبينية (PAGASA) ذهبت إلى أبعد من ذلك وصنفت الاضطراب على أنه منخفض استوائي، وأطلقت عليه اسم Paeng. قامت JTWC بترقية النظام إلى منخفض استوائي بعد يوم واحد، وفي تمام الساعة 00:00 بالتوقيت العالمي المنسق في 27 أكتوبر، أُطلق عليها 26W. وفي الوقت نفسه، قامت JMA بترقية الإعصار إلى عاصفة استوائية، وأطلق عليها اسم Nalgae. في اليوم التالي، قامت PAGASA وJTWC بترقية Nalgae إلى حالة عاصفة استوائية شديدة في 28 أكتوبر. وصلت العاصفة Nalgae إلى اليابسة لأول مرة في وقت مبكر من اليوم التالي (بالتوقيت المحلي) في Virac، وCatanduanes، وتبعه بسرعة هبوط آخر بعد ثلاثين دقيقة في Caramoan، وكانازينس سور. ثم اجتازت منطقة بيكول وظهرت في خليج راجاي، ووصلت في النهاية إلى بوينافيستا، كويزون. حافظت العاصفة على قوتها خلال هذه الفترة. وتحركت العاصفة Nalgae بعد ذلك باتجاه الجنوب الغربي، متحدية التوقعات الأولية، وضربت Mogpog في مقاطعة جزيرة Marinduque. ثم تحركت العاصفة باتجاه الشمال الغربي في بحر سيبويان وضربت ساريايا، وهي بلدية أخرى في مقاطعة كويزون. وانتقلت لاحقًا عبر لاجونا وريزال ومترو مانيلا وبولاكان طوال مساء يوم 29 أكتوبر ظهرت العاصفة Nalgae فوق بحر الفلبين الغربي في اليوم التالي، وضعف عن مستوى العاصفة الاستوائية. عادت شدة العاصفة لاحقًا إلى مستوى العاصفة الاستوائية الشديدة بعد بضع ساعات، وخرجت في النهاية من منطقة الفلبين في اليوم التالي. وعند خروجها من الفلبين، تكثفت العاصفة بعد ذلك لتصل إلى فئة إعصار 1-مكافئ وفق تصنيف JTWC ؛ ومع ذلك ظلت JMA تصنفها على أنها عاصفة استوائية شديدة. ثم اقتربت من دلتا نهر اللؤلؤ، مما دفع المسؤولين في هونغ كونغ وماكاو لرفع التحذير للمستوى 8 -لمدة 17 ساعة - من 1 إلى 2 نوفمبر.

## الاستعدادات

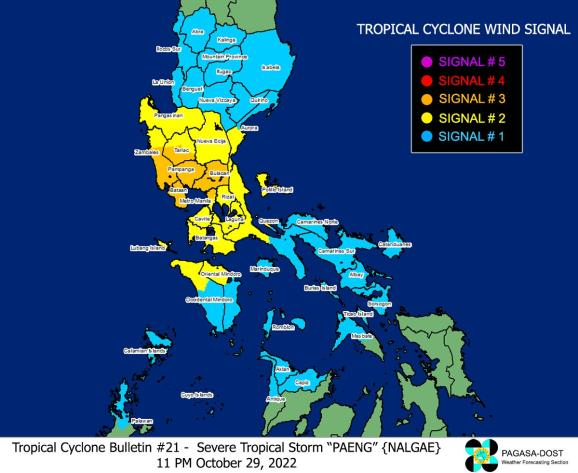
تحذيرات PAGASA للعاصفة Nalgae

### الفلبين
بسبب تهديد العاصفة Nalgae، أصدرت PAGASA تحذيرها الأول Signal 1 لمنطقة Bicol وEastern Visayas. ثم قامت PAGASA لاحقًا بترقية التحذيرات الخاصة بمنطقة Bicol وEastern Visayas إلى المستوى Signal 2. وأضافت PAGASA أيضًا تحذيرات Signal 1 لكل من كاراجا وبيسايا الوسطى وميماروبا وكالابارزون. لقي ما لا يقل عن 45 شخصًا مصرعهم بسبب الفيضانات والانهيارات الأرضية في مينداناو. أُبلغ عن وفاة 72 شخصًا في البداية، ولكن قام المجلس الوطني للحد من مخاطر الكوارث وإدارتها (NDRRMC) بتعديل عدد القتلى بسبب العد الخاطئ من جانب المسؤولين المحليين ؛ وارتفع عدد القتلى لاحقًا إلى 112 بحلول 1 نوفمبر بعد انتشال المزيد من الجثث. جرى إلغاء أكثر من مائة رحلة طيران في الفلبين يومي 28 و29 أكتوبر، معظمها متوجهة إلى مطار نينوي أكينو الدولي أو خارجة منه. كما أخرت العاصفة إزالة حطام الرحلة الجوية الكورية رقم 631 بعد أن اجتاحت المدرج في مطار ماكتان سيبو الدولي. بعد ترقية Nalgae إلى عاصفة استوائية شديدة، وضعت PAGASA تحذيرات الأعاصير في المستوى 3 في العديد من مناطق جنوب لوزون، بما في ذلك مترو مانيلا.
حذر المعهد الفلبيني لعلم البراكين والزلازل (PHIVOLCS) في وقت لاحق من اللهار من بركان مايون في بيكول أثناء العاصفة الاستوائية.
أعلنت عدة شركات طيران مقرها الفلبين، إلغاء 124 رحلة طيران محلية ودولية، كإجراء احترازي من آثار العاصفة الاستوائية الشديدة.
أعلن خفر السواحل الفلبيني (PCG) تعليق السفر البحري في منطقة بيكول وكالابارزون ومناطق فيساياس الشرقية.
في 29 أكتوبر، أعلن الاتحاد الفلبيني لكرة السلة (PBA)، ورابطة ألعاب القوى الجامعية في الفلبين (UAAP)، والدوري الممتاز للكرة الطائرة (PVL)، ودوري Shakey's Super League (SSL)، والاتحاد الوطني لألعاب القوى (NCAA) أنهم سيؤجلون الأحداث والألعاب الرياضية المقررة في 29 و30 أكتوبر كإجراء احترازي. وأصدرت PAGASA نشراتها الأخيرة مع خروج العاصفة Nalgae من منطقة الفلبين.

### هونج كونج
مع اقتراب العاصفة الاستوائية Nalgae من هونغ كونغ، أصدر مرصد هونغ كونغ ثالث أعلى تحذير من الرياح القوية (المستوى 8) في 3 نوفمبر. وهذه هي المرة الأولى التي يجري فيها رفع إشارة التحذير إلى هذا المستوى في نوفمبر منذ 50 عامًا. حدثت العاصفة بينما كانت المدينة تستضيف اجتماعا ماليا لكبار المسؤولين التنفيذيين في وول ستريت. وعلى الرغم من التحذير المذكور والأثر الوشيك للعاصفة، أعلن منظمو الحدث أنه سيستمر كما هو مخطط له. وجرى رفع جميع إشارات التحذير بحلول 4 نوفمبر.

### ماكاو
رفع مكتب الأرصاد الجوية والجيوفيزيائية في ماكاو التحذير إلى المستوى 8، استعدادًا للعاصفة الاستوائية Nalgae. وهذه هي المرة الأولى التي يرفع فيها المكتب إشارة التحذير إلى هذا المستوى منذ 50 عامًا. أُعلنت حالة التأهب الفوري في ماكاو وجرى تجهيز مركز عمليات الحماية المدنية.

## التأثير
| منطقة   | حالات الوفاة | حالات الوفاة | مفقود | Ref.          |
| منطقة   | ذكرت         | مؤكد         | مفقود | Ref.          |
| ------- | ------------ | ------------ | ----- | ------------- |
| الفلبين | 155          | 155          | 34    | [ 33 ] [ 34 ] |
| المجموع | 155          | 155          | 34    |               |

### الفلبين
بحلول 5 نوفمبر، أُبلغ عن مقتل 155 شخصًا وجرح 129 آخرين وما زال 34 شخصًا في عداد المفقودين. تقدر الأضرار التي لحقت بالبنية التحتية بنحو 4.17 مليار بيزو فلبيني (71،490،021.30 دولارًا أمريكيًا)، بينما بالنسبة للزراعة، يبلغ تقدير الأضرار حاليًا 113.51 مليون بيزو فلبيني. (1،946،002.95 دولارًا أمريكيًا) أعلن الرئيس بونج بونج ماركوس في 2 نوفمبر 2022 حالة الكارثة على مناطق كالابارزون وبيكول وفيساياس الغربية وبانجسامورو.

#### فيضانات مينداناو فيساياس

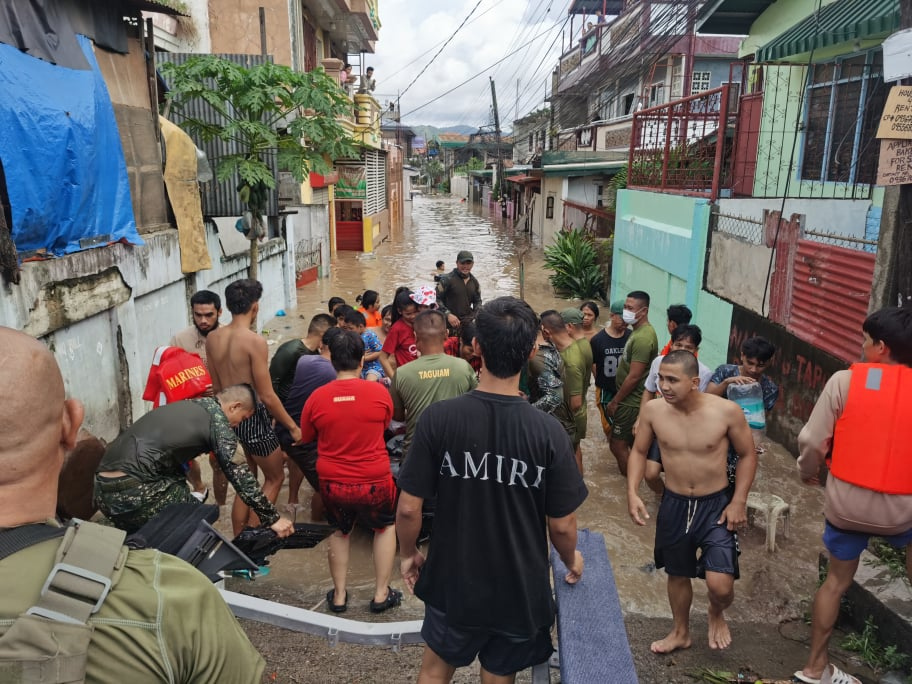
عملية الإنقاذ من الفيضانات في مدينة زامبوانجا

مات ما لا يقل عن 68 شخصًا في جزيرة مينداناو بسبب استمرار الفيضانات والانهيارات الأرضية التي نتجت جزئيًا عن العاصفة. كما فُقد 14 شخصًا، 11 من مقاطعة ماجوينداناو، و3 من منطقة سوككسكسارجين. حدثت الفيضانات مع اقتراب العاصفة Nalgae من جزيرة سامار. ورغم الفيضانات والأمطار المعتدلة، لم يصدر تحذير الرياح في بانجسامورو. لا يزال من المتوقع استمرار هطول أمطار معتدلة في المنطقة حتى تتحرك العاصفة Nalgae شمالًا في لوزون. في المنطقة الأثرية في فيساياس، تسببت الأمطار الناتجة عن العاصفة Nalgae في حدوث فيضانات في المنطقة. ورفعت منطقة غرب فيساياس بأكملها إلى أعلى مستوى استجابة للطوارئ بسبب الفيضانات المتزايدة، والتي تسببت بالفعل في وقوع 4 ضحايا في مقاطعة أكلان. جرى تسجيل 36 حالة وفاة في غرب فيساياس حتى 4 نوفمبر. ولقي معظم القتلى مصرعهم في الفيضانات والانهيارات الأرضية. ولا تزال مقاطعة آنتيك بها أكبر عدد من الضحايا حيث بلغ عدد الضحايا 13، تليها مقاطعتا كابيز وإيلويلو بإجمالي ثمانية. كما تعرضت فيساياس الوسطى لفيضانات خفيفة وانهيارات أرضية متعددة، معظمها حول مقاطعة سيبو. ودُمرت ستة منازل من الانهيار الأرضي في بوساي، سيبو ؛ ولم يجري الإبلاغ عن وقوع إصابات حيث جرى إجلاء السكان قبل الانهيار الأرضي.
انتقد الرئيس الفلبيني بونج بونج ماركوس السلطات المحلية بسبب ارتفاع عدد القتلى لعدم إجبار السكان على الإخلاء فورًا بعد أن ضربت العاصفة البلاد.

### هونغ كونغ وماكاو
أُصيبت سيدة في هونج كونج ونقلت إلى المستشفى. ولم ترد أنباء عن وقوع إصابات أو حوادث في ماكاو.

## روابط خارجية
- معلومات عامة عن JMA من Tropical Storm Nalgae (2222) من Digital Typhoon